# La Firme (film)
Pour les articles homonymes, voir La Firme et The Firm.
Pour plus de détails, voir Fiche technique et Distribution.
La Firme (The Firm) est un film américain réalisé par Sydney Pollack et sorti en 1993. Il s'agit de l'adaptation du roman du même nom de John Grisham.
Les rôles principaux sont tenus par Tom Cruise, Jeanne Tripplehorn, Gene Hackman, Ed Harris et Holly Hunter. Tom Cruise incarne Mitch McDeere, jeune avocat prometteur, qui emménage avec son épouse Abby (Jeanne Tripplehorn) dans le Tennessee après avoir été recruté par un petit cabinet juridique de Memphis. L'entreprise est aux petits soins avec son nouvel employé, qui est supervisé par un ancien de la boîte, Avery Tolar (Gene Hackman). Mais, peu à peu, Mitch découvre l'envers du décor et la véritable nature des clients de sa firme, liée à la mafia.

## Synopsis
Mitch McDeere, un jeune avocat très prometteur de Boston récemment diplômé de la faculté de droit d'Harvard, cherche son premier emploi. Très courtisé par les recruteurs des diverses institutions financières renommées du pays, il choisit finalement l'offre d'un petit et discret cabinet d'avocats d'affaires de Memphis dans le Tennessee, le cabinet « Bendini, Lambert & Locke », qui le persuade en lui faisant une offre supérieure à celle de ses concurrents, insistant pour le recruter.
Après avoir été embauché, Mitch emménage avec sa jeune épouse Abigail « Abby » à Memphis dans la coquette maison que la firme lui a dénichée. Son entreprise porte d'ailleurs un soin particulier envers son nouvel employé : à l'instar du prêt avantageux pour l'achat de la maison, elle offre à Mitch une somptueuse voiture de fonction et s'occupe pour lui d'équiper la maison en mobilier ainsi que de faire les installations nécessaires (notamment les branchements téléphoniques...). D'ailleurs, durant une réception organisée par la firme, Abby remarque avec un certain étonnement que le cabinet incite à tout ce qui renforce la stabilité des employés dans leur vie de couple (le fait d'avoir des enfants, la perspective de les envoyer étudier dans de grandes écoles privées, etc.). Mitch, nouvel élément de la firme et devant encore passer son examen d'entrée au barreau avant de pouvoir exercer pleinement son métier, est supervisé par l'un des associés du cabinet, l’expérimenté avocat d'affaires Avery Tolar.
Quelque temps après, et alors qu'il s'investit à fond dans son travail, ne comptant pas ses heures, ce qui commence à occasionner des tensions avec son épouse qui lui reproche son absence, deux des collègues de Mitch meurent dans l'explosion (supposée) accidentelle de leur bateau, lors d'un séjour aux îles Caïman. Cet incident déclenche les soupçons de Mitch envers ses employeurs et, après avoir reçu des indices de la part de mystérieux inconnus (en fait des agents du FBI), il découvre que le cabinet d'avocats où il est employé sert de couverture à une organisation criminelle de la mafia de Chicago : les Morolto. Cette famille mafieuse, qui se sert de la firme pour blanchir ses activités criminelles, n'hésite pas à faire supprimer les éléments réfractaires (comme les deux collègues de Mitch, et anciennement deux associés de la firme, qui voulaient tous partir), ou les curieux (comme Eddie Lomax, un détective privé que Mitch chargera d'enquêter sur la firme). Mitch découvre aussi que sa maison est truffée de micros, la firme espionnant tous ses employés de cette manière, notamment pour repérer les éléments qui tenteraient de fuir ou qui voudraient parler au FBI.
Mitch est alors tiraillé entre son honnêteté qui lui commande de dénoncer ses patrons et le secret professionnel inhérent à son métier, qu'il est tenu de respecter vis-à-vis de ses clients sous peine d'être radié du barreau s'il dénonçait les activités de la firme aux autorités. Mitch est également tiraillé plus intimement par le fait de vouloir avouer à Abby qu'il l'a trompée avec une inconnue sur une plage, lors d'un voyage d'affaires aux îles Caïmans avec Avery Tolar pour régler le dossier d'un important client, Sonny Capps.
En réalité, cette aventure d'un soir était un coup monté de la firme, utilisé comme moyen de pression supplémentaire sur Mitch lorsqu'elle lui révélera plus tard les véritables activités du cabinet (chantage sur la vie privée, mais aussi sur l'argent nécessaire pour élever une famille habituée à un certain train de vie, etc). Ce chantage lui sera confirmé quelque temps après par le directeur du FBI, F. Denton Voyles, lors d'une rencontre dans un parc public à Washington près du mausolée d'Abraham Lincoln : « Ils te font goûter à la grande vie et après ils te disent la vérité... ».
Le FBI, représenté par l'agent spécial Wayne Tarrance, somme Mitch de leur fournir les preuves des malversations de la firme, sous peine de partir lui aussi, comme le lui affirme Voyles, « avec l'eau du bain » lorsque les autorités américaines auront finalement réussi à « casser » cette firme. En échange de sa coopération, Mitch parvient à obtenir la libération de son frère Ray, détenu en prison (pour homicide involontaire après une bagarre dans un bar), ainsi qu'une importante somme d'argent.
Mitch commence à réunir les preuves nécessaires, grâce à l'aide de l'ancienne secrétaire (et petite amie) d'Eddy Lomax, Tammy, mais également (et sans qu'il le sache) grâce à l'aide d'Abby (qui, malgré la peine que Mitch lui a faite en avouant finalement son adultère, l'aidera dans son aventure). Mitch fait établir une copie de toute la documentation comptable des Morolto gérée par la firme (une sorte d'« assurance-vie » contre eux s'ils cherchaient à l'inquiéter) et fait transférer les documents sur un voilier amarré dans un port des îles Caïmans. Il y fera par la suite embarquer son frère Ray, lorsque ce dernier, libéré par décret spécial de Tarrance, réussira à échapper à la surveillance du FBI. Mitch lui fera également transférer l'argent qu'il avait obtenu du FBI pour sa confession. Néanmoins, se pose toujours à Mitch le problème de la dénonciation au grand jour des activités de la firme, ce qui briserait sa carrière d'avocat, et ferait de lui un paria, menacé par la pègre.
La chance sourit finalement à Mitch lorsque, par le plus grand des hasards, il met au jour une pratique systématique du cabinet de surfacturation des honoraires des clients de la firme. Après enquête, il s'aperçoit que tous les clients de la firme sont escroqués de cette manière. Il obtient l'accord de ceux-ci pour transmettre l'information à la brigade financière (réussissant même le tour de force d'obtenir l'accord des Morolto, en leur dévoilant l'assurance-vie qu'il s'est constitué contre eux). Ce succès lui permet ainsi de concilier ses deux contraintes, et de résoudre son dilemme (la dénonciation aux autorités et le problème de sa radiation du barreau pour violation de la confidentialité dans la relation client).
Après quelques péripéties, Mitch parvient à se soustraire à la firme, contrant l'attaque des membres du service de sécurité du cabinet lancés à sa poursuite. Il retourne chez lui faire ses affaires et trouve sa maison sens dessus-dessous, fouillée de fond en comble par la firme à la recherche de documents compromettants. Il y est rejoint par Tarrance, qui lui demande des explications au sujet de l'argent versé et sur son frère Ray, qui est introuvable (Tarrance n'avait fait libérer Ray par décret spécial qu'en pensant le remettre en prison, sitôt les aveux de Mitch recueillis). Mitch lui explique tout, et lui fait part de « l'infraction au pli postal » de la firme, qui permettra au FBI de la démanteler. Il lui remet par ailleurs la cassette audio sur laquelle il avait enregistré Tarrance qui menaçait Mitch s'il ne faisait pas de déposition contre la firme. À la question de Tarrance, qui demande à Mitch pourquoi il n'a pas fait écouter la bande en haut lieu, celui-ci lui répond : « C'est illégal... »
Tarrance parti, Mitch retrouve Abby et tous deux quittent définitivement Memphis, retournant à Boston pour démarrer une nouvelle vie. Ray, de son côté, fait voile au grand large, Tammy choisissant de l'accompagner à bord du bateau.

## Fiche technique
- Titre français : La Firme
- Titre original : The Firm
- Réalisation : Sydney Pollack
- Scénario : David Rabe (en), Robert Towne, David Rayfiel (en) et John Grisham, d'après le roman La Firme de John Grisham
- Photographie : John Seale
- Musique : Dave Grusin
- Production : John Davis, Sydney Pollack et Scott Rudin
- Sociétés de production : Davis Entertainment, Mirage Enterprises (en), Paramount Pictures et Scott Rudin Productions
- Société de distribution : Paramount Pictures (États-Unis), United International Pictures (France)
- Budget : 42 000 000 $[1]
- Langue originale : anglais
- Format : couleur
- Durée : 154 minutes
- Genre : thriller
- Dates de sortie :
  - États-Unis : 30 juin 1993
  - France : 15 septembre 1993

## Distribution
- Tom Cruise (VF : Patrick Poivey) : Mitch McDeere
- Gene Hackman (VF : Jacques Richard) : Avery Tolar
- Jeanne Tripplehorn (VF : Micky Sebastian) : Abigail « Abby » McDeere
- Ed Harris (VF : Philippe Catoire) : Wayne Tarrance
- Holly Hunter (VF : Céline Monsarrat) : Tammy Hemphill
- David Strathairn (VF : Jacques Frantz) : Ray McDeere
- Hal Holbrook (VF : André Valmy) : Oliver Lambert
- Terry Kinney (VF : Éric Herson-Macarel) : Lamar Quin
- Wilford Brimley (VF : Jean-Claude Sachot) : William Devasher
- Gary Busey (VF : Michel Vigné) : Eddie Lomax
- Steven Hill (VF : Gilles Segal) : F. Denton Voyles
- Barbara Garrick (VF : Dorothée Jemma) : Kay Quinn
- Jerry Hardin (VF : Michel Paulin) : Royce McKnight
- Tobin Bell (VF : Hervé Jolly) : l'homme blond aux cheveux « filasses »
- Jerry Weintraub (VF : Pierre Hatet) : Sonny Capps
- Dean Norris : l'homme trapu
- Paul Sorvino (VF : Richard Leblond) : Tommy Morolto (non crédité)
- Joe Viterelli (VF : Georges Berthomieu) : Joey Morolto (non crédité)
- Karina Lombard (VF : Françoise Vallon) : la fille sur la plage
- Margo Martindale (VF : Liliane Gaudet) : Nina Huff, la secrétaire de Mitch
- Sullivan Walker (en) (VF : Robert Liensol) : Barry Abanks, le loueur de bateaux aux Iles Caïman
- Lou Walker (VF : Med Hondo) : Frank Mulholland

 Source et légende : version française (VF) sur RS Doublage, AlloDoublage 

## Production

### Genèse et développement
Le film est l'adaptation cinématographique du roman La Firme (The Firm) de John Grisham, publié en 1991 aux États-Unis et un an plus tard en France. C'est la première œuvre de l'auteur adaptée au cinéma, avant les films L'Affaire Pélican (1993), Le Client (1994), L'Héritage de la haine (1996), Le Droit de tuer ? (1996) et L'Idéaliste (1997).

### Attribution des rôles
Avant de revenir à Tom Cruise, le rôle principal a été refusé par Jason Patric.

### Tournage
Le tournage a lieu dans plusieurs États américains : Washington (Mont Baker), Tennessee (Memphis), Massachusetts (Boston, Cambridge), Arkansas (Marion, West Memphis), ainsi qu'au National Mall et au Hotel Washington de Washington, D.C. Le tournage a également eu lieu aux îles Caïmans.

### Musique
La musique du film est composée par Dave Grusin, qui avait travaillé plusieurs fois avec Sydney Pollack (Yakuza, Les Trois Jours du Condor, Bobby Deerfield, Le Cavalier électrique, Tootsie, ...). En 2015, La-La Land Records édite une version remasterisée et plus longue.
Liste des titres
1. The Firm - Main Title (Dave Grusin) - 3:48
2. Stars on the Water (Rodney Crowell) interprété par Jimmy Buffett- 3:15
3. Mitch and Abby (Dave Grusin) - 2:22
4. M-O-N-E-Y (Lyle Lovett) - 3:15
5. Memphis Stomp (Dave Grusin) - 3:36
6. Never Mind (Harlan Howard) interprété par Nanci Griffith - 3:42
7. Ray's Blues (Dave Grusin) - 4:33
8. Dance Class (Andy Narell) - 5:46
9. The Plan (Dave Grusin) - 4:43
10. Blues: The Death of Love & Trust (Dave Grusin) - 3:11
11. Start It Up (Robben Ford) - 3:43
12. Mud Island Chase (Dave Grusin) - 3:53
13. How Could You Lose Me? (End Title) (Dave Grusin) - 3:39

## Accueil

### Critique
À sa sortie en salle, La Firme rencontre un accueil critique majoritairement positif. Sur le site agrégateur de critiques Rotten Tomatoes, le film obtient un score de 75 % d'avis favorables, sur la base de 57 critiques collectées et une note moyenne de 6,20/10 ; le consensus du site indique : « [La Firme] est un grand thriller qui démantèle de façon amusante la dernière culture des conseils d'administration des années 1980 et les fausses valeurs qu'elle représentait ».
Pour le critique Roger Ebert du Chicago Sun-Times, qui donne au film une note de trois étoiles sur quatre, « Le film est pratiquement une anthologie de bonnes performances de petits personnages. [...] La grande galerie de personnages fait de [La Firme] une toile convaincante [... mais] avec un scénario qui développerait l'histoire plus clairement, cela aurait pu être un film de qualité supérieure, au lieu d'un simple bon film composé de belles performances ».
Le film a également reçu des critiques négatives, notamment de James Berardinelli, qui a déclaré que « très peu de ce qui a rendu [le roman] si agréable a été traduit avec succès à l'écran, et ce qui nous reste à la place est un thriller trop long [et] pédant ».
L'auteur du roman adapté, John Grisham a apprécié le film, en faisant remarquer en 2004 : « Je pense que [Tom Cruise] a fait du bon travail. Il a très bien joué le rôle du jeune associé innocent ».

### Box-office
Aux États-Unis et au Canada, le film a atteint le 4e rang du box-office annuel. En France, il se classe à la 22e place du box-office de 1993.
| Pays ou région    | Box-office        | Date d'arrêt du box-office | Nombre de semaines |
| ----------------- | ----------------- | -------------------------- | ------------------ |
| États-Unis Canada | 158 348 367 $     | 23 septembre 1993          | 12                 |
| France            | 1 291 726 entrées | 2 novembre 1993            | 7                  |
| Mondial           | 270 248 367 $     | -                          | -                  |

## Distinctions
Source : Internet Movie Database

### Récompenses
- BMI Film and TV Awards 1994 : BMI Film Music Award pour Dave Grusin
- People's Choice Awards 1994 : prix du meilleur film dramatique

### Nominations
- Oscars 1994 :
  - nomination à l'Oscar de la meilleure actrice dans un second rôle pour Holly Hunter.
  - nomination à l'Oscar de la meilleure musique de film.
- British Academy Film Awards 1994 :
  - nomination au BAFTA de la meilleure actrice dans un second rôle pour Holly Hunter.
- Grammy Awards 1994 : nomination au prix de la meilleure composition instrumentale écrite pour le cinéma ou la télévision.
- MTV Movie Awards 1994 : nomination au prix du meilleur acteur pour Tom Cruise ; nomination au prix de l'homme le plus séduisant pour Tom Cruise.

## Commentaires

### Différences avec le roman
- La différence fondamentale avec le livre est le motif et la manière dont Mitch résout ses difficultés. Dans le livre, Mitch reconnaît lui-même qu'il trahit le secret avocat-client en copiant certaines informations et en les donnant au FBI. Il accepte le fait qu'il ne pourra plus exercer nulle part son métier d'avocat et qu'il devra vivre caché avec une nouvelle identité. De plus, Mitch escroque 10 millions de dollars au cabinet d'avocats Bendini, Lambert & Locke et reçoit 1 million de dollars des 2 millions promis par le FBI pour sa coopération.

En revanche, dans le film, afin de rester dans la légalité, Mitch ne vole pas d'argent à la firme. Au lieu de cela, il dénonce un système de surfacturation systématique mis en place par l'entreprise, grâce à un accord écrit de tous les clients. Ainsi, il ne viole pas le secret avocat-client. Il reçoit 750 000 dollars du FBI, dont il donne la totalité à son frère Ray, lui permettant de disparaître.
- Dans le roman, Mitch et Abby partent vivre clandestinement sur un bateau aux Caraïbes, échappant de peu aux hommes de main des Morolto qui les traquaient dans leur fuite (mais aussi en échappant au FBI, Mitch obtenant des faux papiers pour lui et Abby par intermédiaire d'un faussaire), tandis que dans le film, ils rentrent à Boston après que Mitch a démissionné de la firme.
- Mitch confesse son infidélité à Abby uniquement dans le film. Dans le livre, Abby ne saura jamais que Mitch l'a trompée. Elle recevra cependant une fois une enveloppe intriguant Mitch, mais celle-ci sera vide.
- En outre, dans le roman, ce n'est pas Abby qui séduit Avery dans les Caraïbes, mais Tammy, l'ancienne secrétaire d'Eddie Lomax. Dans le film, Abby sera seulement la complice de Tammy aux îles Caïmans.
- Dans le film, McDeere se voit offrir une Mercedes-Benz comme voiture de fonction pour rejoindre le cabinet, au lieu d'une BMW dans le roman.
- Le nom de famille d'un des avocats assassinés par la firme a été modifié dans le film, de « Hodge » en « Hodges ».

### Série télévisée
L'intrigue de la série se déroule six ans après celle du film. Josh Lucas y reprend le rôle de Mitch McDeere.